# Vinicius Cantuaria
Vinicius Cantuaria, all'anagrafe Carlos Vinícius Silva Cantuária (Manaus, 29 aprile 1951), è un cantante, compositore e polistrumentista brasiliano.
Suona chitarra, violino e batteria.
Cantuária ha affermato che i generi da lui praticati - jazz, rock e bossa nova - sono come "tre pianeti che si muovono nella stessa orbita". 

## Biografia
Negli anni 70 ha fondato il gruppo rock O Terço. Contemporaneamente ha iniziato a collaborare con artisti già consacrati quali Gilberto Gil e Jorge Mautner.
Nel decennio successivo ha pubblicato sei album da solista, registrando tra l'altro quattro canzoni particolarmente fortunate, che l'hanno fatto conoscere anche al di fuori del Brasile: Só Você, Na CançÃo (entrambe riprese in seguito da Fabio Jr.), Lua e Estrela (cover di un successo di Caetano Veloso) e Siga-Me (incisa inizialmente coi Grafite). 
Ha creato nei primi anni 90 il supergruppo Tigres de Bengala con Claudio Zoli, Ritchie e altri. 
Nel 1996 ha colto il suo più grande successo con l'album Sol Na Cara. Da allora vive prevalentemente a New York , dove è diventato una figura di riferimento nel panorama della musica jazz. I suoi dischi successivi includono collaborazioni con David Byrne, Arto Lindsay, Bill Frisell, Brian Eno, Laurie Anderson, Brad Mehldau, Angelique Kidjo, Sean Lennon, Marc Ribot, Marisa Monte, Ryūichi Sakamoto, Marcos Valle e John Zorn.
Nel 1998, Cantuária ha contribuito con la canzone Luz de Candeiro all'album Red Hot + Lisbon prodotto dalla Red Hot Organization, i cui proventi sono stati devoluti alla ricerca sull'AIDS. 
Si è esibito in diversi paesi del mondo, compresa l'Italia, che ha visitato più volte (è anche stato di scena al Roma Jazz Festival nel 2015). 

## Vita privata
Marito della produttrice televisiva inglese Claire Bower, con la quale vive dividendosi tra Rio de Janeiro e Brooklyn, è tifoso del Botafogo e ama cucinare. 

## Discografia parziale

### Album da solista
- Vinicius Cantuaria (RCA Victor, 1982)
- Gávea de Manhã (RCA Victor, 1983)
- Sutis Diferenças (EMI, 1984)
- Siga-Me (EMI, 1985)
- Nu Brasil (EMI, 1986)
- Rio Negro (Chorus Estudio, 1991)
- Sol na Cara (Gramavision, 1996)
- Tucumā (Verve, 1998)
- Vinicius (Transparent, 2001)
- Live: Skirball Cultural Center 8/7/03 (Kufala, 2003)
- Horse and Fish (Bar/None, 2004)
- Silva (Hannibal, 2005)
- Cymbals (Naïve, 2007)
- Samba Carioca (Naïve, 2010)
- Lágrimas Mexicanas (con Bill Frisell, E1, 2011)
- Índio de Apartamento (Naïve, 2012)
- Vinicius Canta Antonio Carlos Jobim (Song X Jazz, 2015)
- Naus (con Zeca Baleiro)